# Louis Van Haecke
Louis Van Haecke (* 1. Juni 1910 in La Ferté-Macé; † 3. März 1978) war ein französischer Politiker. Von 1961 bis 1962 und von 1963 bis 1967 war er Abgeordneter der Nationalversammlung.
Nach dem Abschluss seines Studiums von Jura und Wirtschaftswissenschaften arbeitete Van Haecke als Dozent für Gesellschaftswissenschaften und später als regionaler Bildungsinspektor. Ab 1939 nahm er am Zweiten Weltkrieg teil und erhielt für seine Verdienste das Croix de Guerre. Seine politische Karriere begann 1946 mit dem Einzug in den Gemeinderat von Villalet (heute: Sylvains-Lès-Moulins). Dem folgte 1955 die Wahl zum Bürgermeister der Gemeinde, die damals rund 45 Einwohner zählte. 1958 erwählte ihn Jean de Broglie bei den Parlamentswahlen zu seinem Stellvertreter im ersten Wahlkreis des Départements Eure. Durch Broglies Ernennung zum Staatssekretär rückte Van Haecke im September 1961 für diesen in die Nationalversammlung nach. Dort vertrat er zwar das Centre national des indépendants et paysans, richtete sich aber mehrfach gegen die Beschlüsse seiner Partei. Bei den folgenden Parlamentswahlen 1962 trat er erneut als Stellvertreter von de Broglie an und musste dementsprechend sein Mandat aufgeben. Allerdings konnte er bereits im Januar 1963 wieder in die Nationalversammlung einziehen, als de Broglie ein weiteres Mal zum Staatssekretär wurde. Er schloss sich der Partei Républicains indépendants an, die aus ehemaligen Mitgliedern des CNIP bestand. Nach seinem Ausscheiden aus dem Parlament 1967 war er auf nationaler Ebene nicht weiter politisch tätig, wurde aber 1973 in den Generalrat des Départements Eure gewählt. Der 1978 verstorbene Politiker war Ritter der Ehrenlegion und Träger des Ordre des Palmes Académiques (Ordensstufe Ritter).